# Torre del Cap d'Or

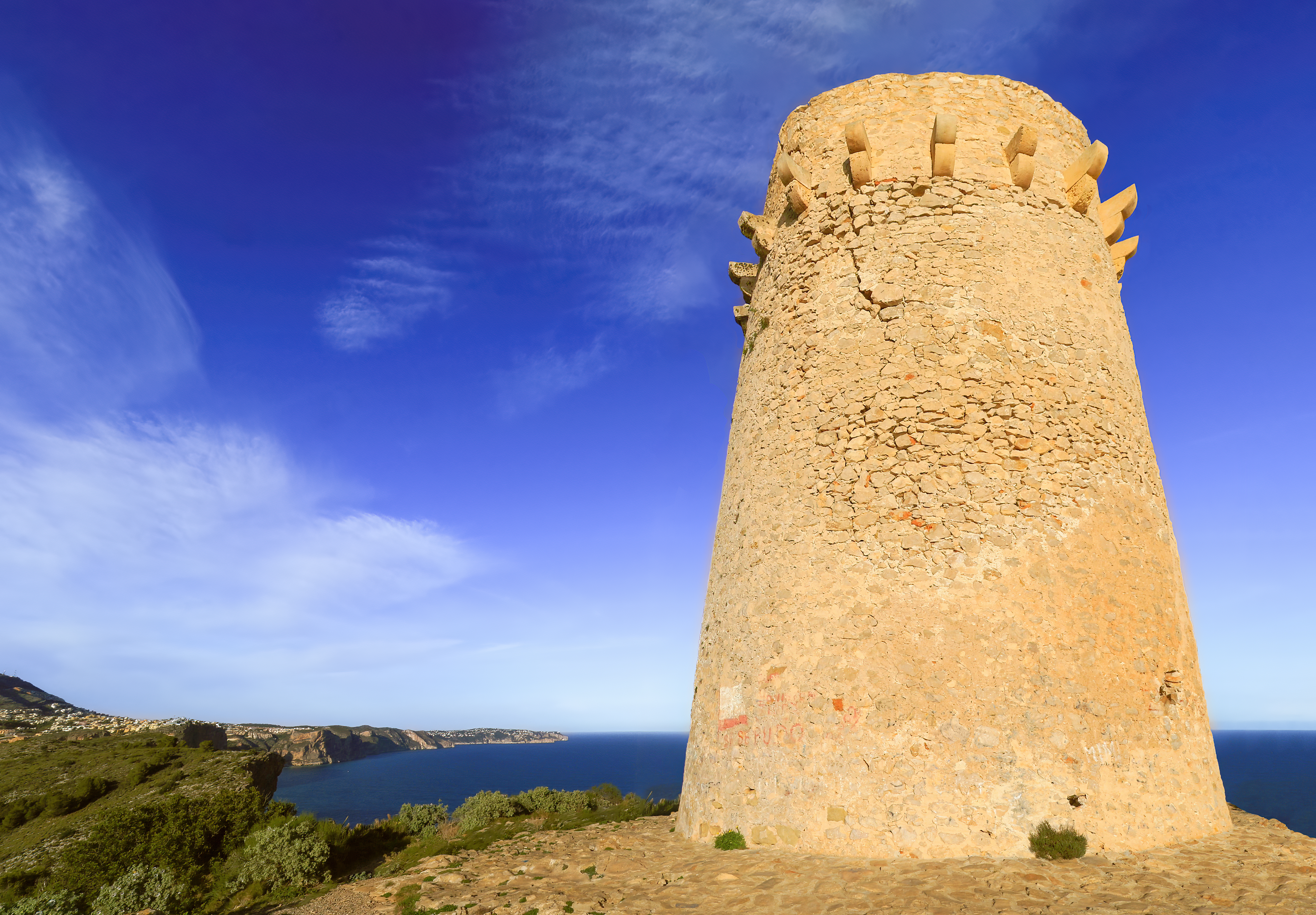
Torr del Cabo de Oro

La torre del Cabo de Oro, situada en el cabo de Oro en el término municipal de Teulada (Provincia de Alicante, España) es una torre de vigía defensiva construida en el siglo XVI en estilo renacimiento.
Esta torre, como muchas otras que hay a lo largo del litoral mediterráneo, se edificó como consecuencia del informe que emitió el arquitecto J. B. Antonelli el año 1563. Según este, al hablar de la conveniencia de construir diversas torres en el litoral valenciano, dice, refiriéndose a esta, "y otra más se podía aser donde vienen a guardar de noche los de Tablada A partir de este momento se procedió a su construcción para proteger el litoral de posibles incursiones piráticas. Los vigías de esta torre estaban en contacto con los de las torres de la Granadella e Ifach, de manera que pasaban rápidamente el aviso a las tierras del interior en caso de peligro corsario proveniente de la mar. 
A lo largo de la historia son muchos los momentos en los que esta torre es protagonista de diversos episodios, como el que ocurrió el año 1667 cuando hubo de defender un bajel napolitano, el "San José y Santa Clara", que fue atacado por dos naves moras, habiéndose de refugiar en este puerto donde naufragó la nave y fueron atendidos todos los sus tripulantes por las autoridades de Teulada. 
Edificada sobre el punto más alto del Cabo de Oro y casi en el límite de los acantilados, es de planta circular, con un perímetro de 26 metros, y los muros en talud construidos con mampostería ordinaria y enfoscados con mortero. El muro está coronado por ménsulas que, en la parte de levante, sustentan un matacán. La torre, de 11 metros de altura, es toda ella maciza hasta más de la mitad, de manera que no pueda accederse a su interior desde el nivel del suelo por no disponer de ninguna puerta. Solamente había una posibilidad de entrar y era por medio de una escalera de cuerda que se descolgaba desde el interior. Esta parte solamente consta de una sala con bóveda, sobre la cual estaba la terraza donde se colocaban los centinelas para vigilar el horizonte. Para subir a esta terraza desde la sala interior debía utilizarse una escalera de madera. 
A 126 metros de la torre en dirección sureste, hay un aljibe de planta rectangular y bóveda interior que servía para abastecer de agua a los soldados que se encargaban de la vigilancia del litoral. Recientemente (1991) se ha restaurado parte del muro perimetral y de la bóveda que, por el paso del tiempo y el efecto de las lluvias, se había derrumbado. 
Además del servicio de vigía, esta atalaya podía también hacer uso de dos cañones que defendían el puerto de Moraira, los cuales fueron rescatados el año 1980, al hacer unos trabajos de desescombro en la playa del Puerto. 